# Klippmålningarna i Sierra de San Francisco
Klippmålningarna i Sierra de San Francisco är de förhistoriska klippmålningar som påträffats i Sierra de San Francisco på halvön Baja California, Mexiko. De visar hur grupperna Chochimi och Guachimi levde i området. Lite är känt om denna grupp, förutom det faktum att de kom norrifrån. Dessa målningar i grottak och på bergväggar i Sierra de San Francisco upptäcktes först av jesuiten Francisco Javier på 1700-talet.
Området har omkring 250 platser som är belägna i Mulege kommun inom El Vizcainos biosfärområde i delstaten Baja California Sur i norra Mexiko. Att besöka området är svårt då det är ligger isolerat, men det har också skyddat området från vandalism.
Förr trodde man att målningarna hade skapats av jättemänniskor, detta stöds av storleken på några mänskliga figurer vilka är två meter höga. Dessa är fulla av magiskt religiös innehåll. Andra motiv är bland annat vapen och djurarter såsom hare, puma, lodjur, hjortar, vilda getter/får, valar, sköldpaddor, tonfisk, sardiner, bläckfisk, örnar och pelikaner; här finns även abstrakta element av olika former. De kan ha varit släkt med nomadiska jägare från norra Mexiko och södra USA före koloniseringen av Amerika, de uppvisar dock inget släktskap vad gäller dessa gruppers konst. Målningarna varierar i ålder från 1100 f. Kr till 1300 e.Kr.
Området har den viktigaste samlingen förkolonial konst på halvön Baja California. Den är av exceptionellt hög kvalitet såväl vad gäller nationellt som internationellt, för sin höga kvalitet, sitt innehåll, variationen och originaliteten vad gäller avbildningar av människor och djur, dess starka färger, och hur oerhört väl de är bevarade. Klippmålningarna i Sierra de San Francisco nominerades 1989 och blev ett världsarv 1993.